# Grijze meerkat
De diadeemmeerkat (Cercopithecus mitis) wordt ook wel "grijze meerkat" genoemd.
De grijze meerkat (Paracynictis selousi) is een mangoest uit zuidelijk Afrika. Daar leeft hij in struikgebieden in Angola, Noord- en Oost-Botswana, Malawi, Mozambique, Noordoost-Namibië, Zambia, Noordoost-Zuid-Afrika en Zimbabwe.

## Kenmerken
Het is een grijsachtige mangoeste met donkere poten. Aan elke voet zitten vier tenen met klauwen. De staart loopt uit in een witte punt. Aan de kop zitten een smalle, puntige snuit en kleine oren. Vrouwtjes hebben drie paren van mammae. De totale lengte bedraagt 63 tot 89 cm, de staartlengte 29 tot 44 cm en het gewicht 1,2 tot 2,2 kg.

## Leefwijze
De soort is 's nachts actief en slaapt in holen (soms zelfgegraven, soms van andere dieren). Zelfgegraven holen hebben meerdere ingangen en kunnen tot 1,5 m diep zijn. De grijze meerkat is solitair, op vrouwtjes met jongen na. In de zomer worden tot vier jongen per nest geboren. Hij eet voornamelijk insecten, maar ook allerlei kleine gewervelden. Om zijn prooi te vinden gebruikt hij zijn gehoor en zijn reuk.